# Dentobunus balicus
Dentobunus balicus is een hooiwagen uit de familie Sclerosomatidae.